# Paleolibertarianizmus
A paleolibertarianizmus a libertarianizmus egyik jobboldali irányzata. Gazdaságilag az anarchokapitalizmus követője, politikailag a paleokonzervativizmus szövetségese, kulturálisan konzervatív irányzat, amelyik azonban élesen szembenáll a neokonzervativizmussal. Elutasít mindenfajta intervenciót a külpolitikában. Politikailag decentralizált, hívei általában nem tagjai semmilyen politikai pártnak, a civil szervezeteket támogatják. Elutasítják az állami beavatkozást az egyén élet-, szabadság- és tulajdonjogaiba, de elutasítják más libertáriusok harcát az olyan ún. pozitív jogokért, mint a melegjogok vagy az abortusz joga. Határozottan a természetjog alapján állnak és elutasítják az utilitarizmust.